# Rue Alexandre Markelbach
Pour les articles homonymes, voir Alexandre et Markelbach.
La rue Alexandre Markelbach (en néerlandais : Alexandre Markelbachstraat) est une rue bruxelloise de la commune de Schaerbeek qui commence au carrefour de l'avenue Clays, de la rue Gustave Fuss et de la rue de la Consolation et qui se termine avenue Rogier en passant par la place Colonel Bremer et la grande rue au Bois.
La rue porte le nom du peintre belge Alexandre Markelbach (1824-1906) qui habita Schaerbeek à la chaussée de Haecht 129 puis 155. Il fut conseiller communal de 1879 à 1890. La dénomination de la rue date de 1898.

## Adresses notables
- no 2 : Maison médicale Alpha Santé, asbl
- no 93 : Centre médical

## Transport en commun
- arrêt Bienfaiteurs du tram 25 (STIB)
- arrêt Fuss du bus 61 (STIB)
- arrêt Bienfaiteurs du bus 65 (STIB)
- arrêt Bremer du bus 358 (De Lijn)